# 飛島 (徳島県鳴門市)
飛島（とびしま）は、徳島県鳴門市鳴門町土佐泊浦に位置する無人島。

## 地理
鳴門海峡の大毛島東方にある孤島。裸島の南東に位置する。瀬戸内海国立公園に属している。和泉層群の砂岩と泥岩の互層で構成され、標高は25mである。
ウバメガシなどの暖地性植物やハマナデシコなどの海浜性植物が自生している。島内には「飛島のイブキ群落」として県指定の天然記念物となっているイブキ群落がある。
島周辺は海峡のため潮流が激しく、寛政7年の『鳴門辺集』に「鳴門引汐之突当テニ而別而難所也 年々鳴門にて難船多此島へ引付ケ破船ニ及」とあるように、昔から海の難所として有名であった。1983年（昭和58年）4月には鳴門飛島灯台が設置されている。

## 施設
- 鳴門飛島灯台